# 7532 Pelhřimov
7532 Pelhřimov eller 1995 UR1 är en asteroid i huvudbältet som upptäcktes den 22 oktober 1995 av den tjeckiska astronomen Miloš Tichý vid Kleť-observatoriet. Den är uppkallad efter den tjeckiska staden Pelhřimov.
Asteroiden har en diameter på ungefär 5 kilometer.